# Agata Lin Zhao

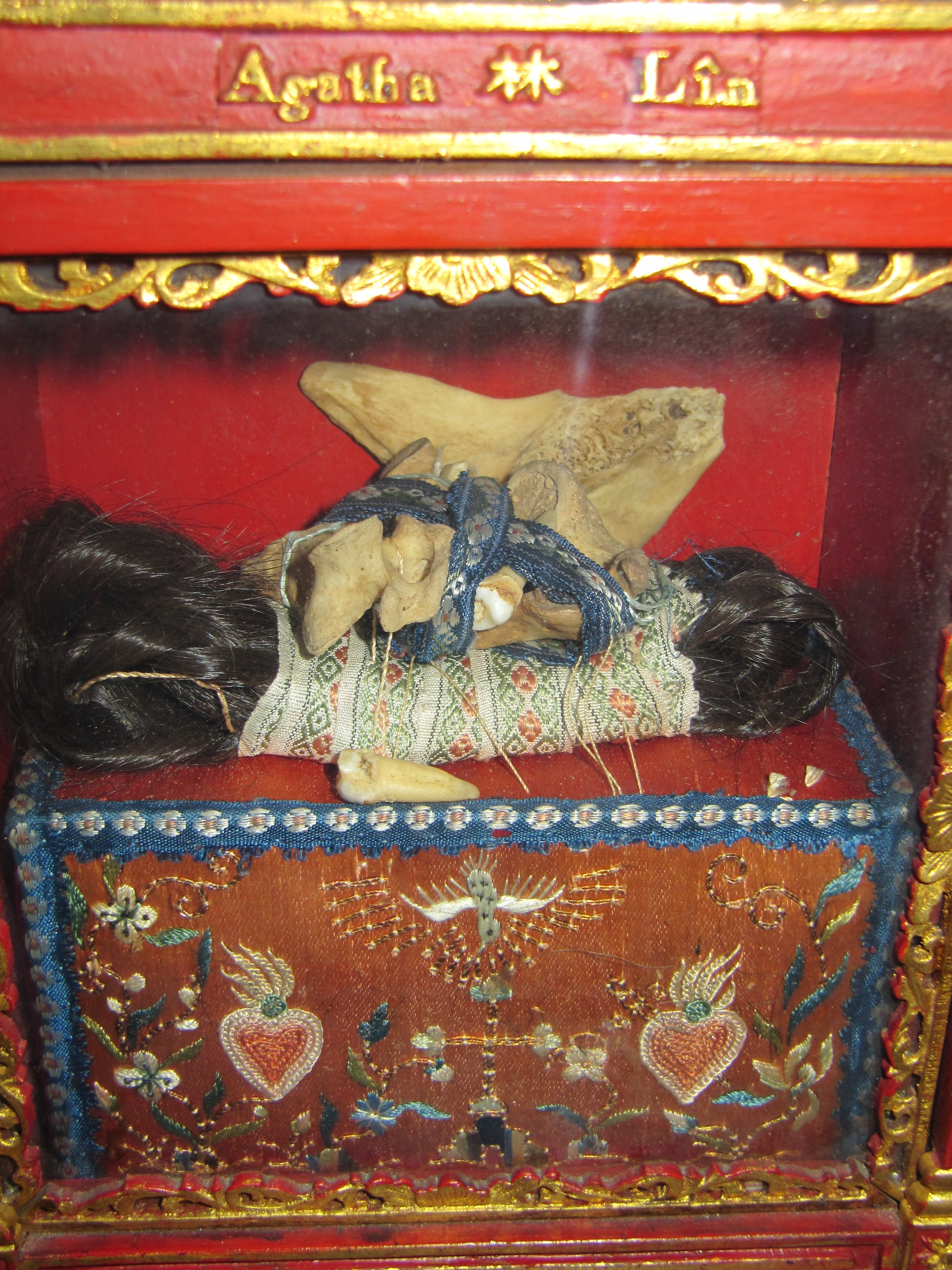
Relikwie św. Agaty Lin Zhao. Muzeum «Dom Pauliny Jaricot», Lyon, Francja

Św. Agata Lin Zhao (chiń. 林昭嘉德) (ur. 1817 r. w powiecie Qinglong, Kuejczou, w Chinach – zm. 28 stycznia 1858 r. w Maokou, prowincja Kuejczou) – święta Kościoła katolickiego, katechistka, męczennica.

## Życiorys
Agata Lin Zhao urodziła się w rodzinie katolickiej wkrótce po aresztowaniu jej ojca z powodu wiary. Została ochrzczona trzy lata później, gdy zwolniono go z więzienia. Jako młoda dziewczyna nauczyła się czytać i pisać. W wieku 18 lat złożyła ślub czystości. W tym samym roku ojciec Mateusz Liu zaproponował jej, żeby wstąpiła do szkoły dla dziewcząt w Guiyang. Dwa lata później rozpoczęły się kolejne prześladowania religijne. Jej ojciec ponownie został uwięziony i poddany torturom, a ich dom został całkowicie ogołocony z całego dobytku. W dodatku, chociaż jej ojciec został uwolniony, nie mógł pracować z powodu złego stanu zdrowia. W tej sytuacji ona i jej matka musiały zacząć zarabiać, żeby utrzymać rodzinę. Po śmierci ojca jej matka zdecydowała się zamieszkać z synem z poprzedniego małżeństwa. To pozwoliło Agacie Lin podążyć za własnym powołaniem. Została dyrektorką nowej szkoły dla dziewcząt ojca Liu. Rok później apostolski administrator diecezji Kuejczou ojciec Bai uczynił ją przełożoną konwentu w Guiyang. Została aresztowana w 1857 r. i ścięta z rozkazu mandaryna Maokou 28 stycznia 1858 r.

## Dzień wspomnienia
9 lipca w grupie 120 męczenników chińskich.

## Proces beatyfikacyjny i kanonizacyjny
Agata Lin Zhao razem z Hieronimem Lu Tingmei i Wawrzyńcem Wang Bing należy do grupy męczenników z Maokou. Zostali oni beatyfikowani 2 maja 1909 r. przez Piusa X. Kanonizowani w grupie 120 męczenników chińskich 1 października 2000 r. przez Jana Pawła II.